# Pinheiral
Pinheiral es un municipio brasileño situado en el sur del estado de Río de Janeiro, en el Valle del Paraíba Fluminense. Se localiza a una latitud 22º30'46" sur y a una longitud 44º00'02" oeste, estando a una altitud de 345 metros. Su población, según el conteo de 2008 es de 22.129 habitantes. Forma con las ciudades de Volta Redonda y Barra Mansa una conurbación cuya población sobrepasa los 450.000 habitantes.
Su economía se basa en la agronomía, con pequeñas industrias de transformación en su territorio. Posee un área de 77 km² y hace límite con los municipios de Volta Redonda (al oeste), Barra do Piraí (al Norte) y Piraí (al Sur y Oeste).

## Historia

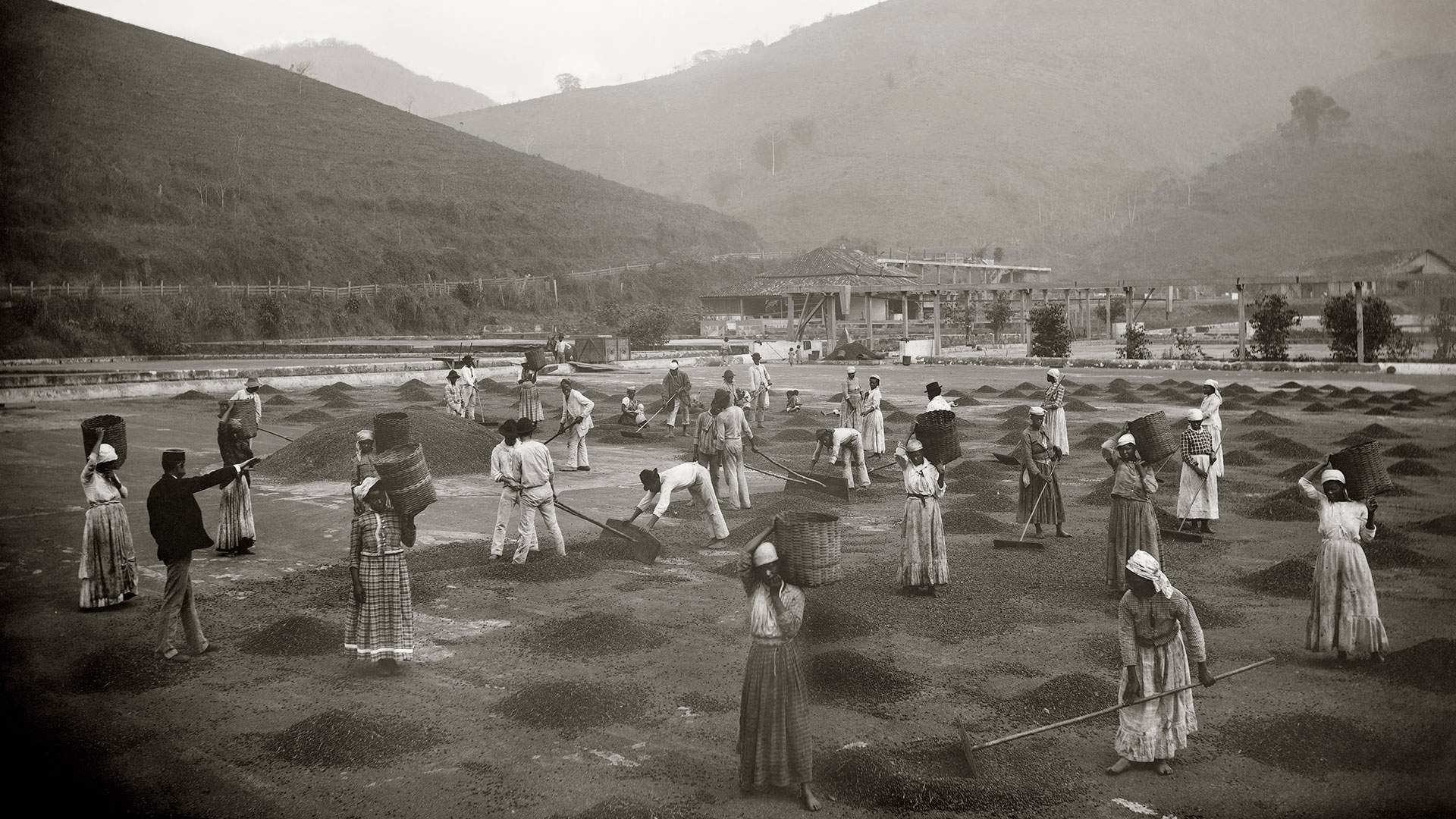
Esclavos en una plantación de café en Brasil, alrededor de 1882, unos años antes de su abolición en 1888.

La ciudad debe su nombre a la plantación de café São José do Pinheiro, una de las granjas de esclavos más prósperas de Brasil. Casi 500 personas –una fuerza laboral inusualmente grande incluso para los estándares brasileños– trabajaban allí para José de Souza Breves, uno de los hombres más ricos del país que también era dueño de otras ocho plantaciones en la región. Hoy, los descendientes de esclavos han obtenido financiación del gobierno brasileño para transformar el Parque de las Ruinas, último vestigio de la plantación, en un museo y escuela de jongo, una tradición afrobrasileña que combina música, danza, espiritualidad y tradiciones orales.

## Patrimonio arquitectónico
Se destaca la antigua Estación Ferroviaria, construida en 1870, que conserva las características neoclásicas originales, y alberga actualmente la Biblioteca Pública Prefecto Aurelino Gonçalves Barbosa. 